# Bert Dorenbos

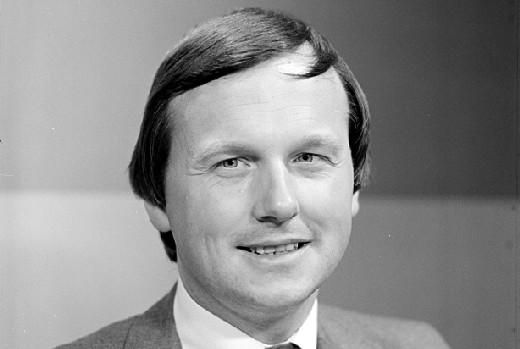
Bert Dorenbos in zijn EO-jaren

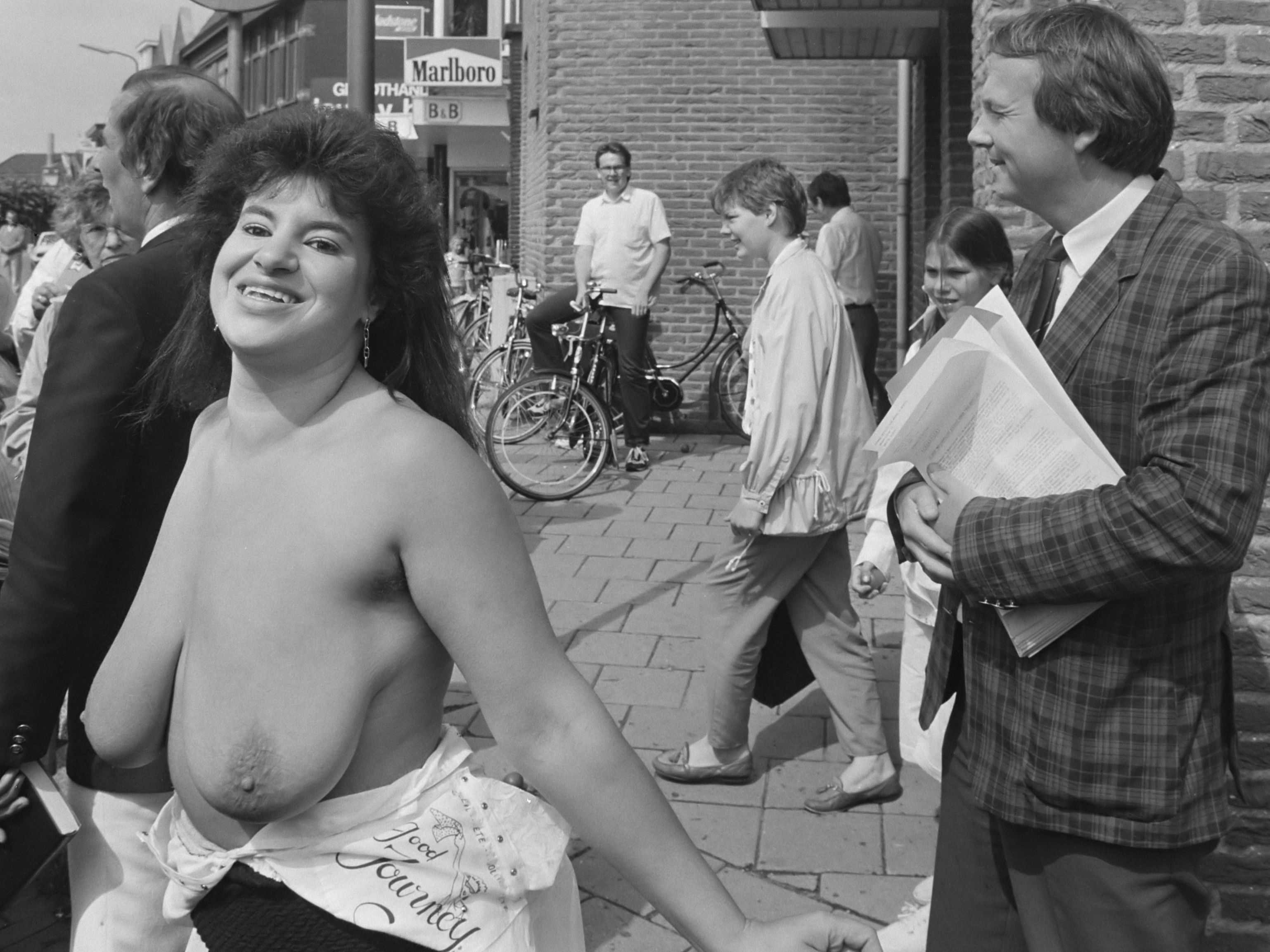
Pornomodel 'Candy' verstoort actie van Dorenbos (1987 in Veenendaal)

Lambertus Pieter (Bert) Dorenbos (Assen, 21 juni 1942) is een Nederlands christelijk activist, televisiepresentator en voormalig directeur van de Evangelische Omroep.

## Biografie
Na de hbs-b ging Dorenbos bedrijfseconomie studeren aan de Vrije Universiteit Amsterdam. Daar studeerde hij in 1966 af.
Van 1966 tot 1969 was hij researchmedewerker bij de Raad voor het Midden- en Kleinbedrijf (RMK). Daarna kreeg hij een baan bij projectontwikkelingsbureau Amro-Westland Utrecht; hij was hier adjunct-directeur van 1969 tot 1974.
In 1974 maakte hij een overstap naar de omroepwereld toen hij IJgbert Jacobs opvolgde als directeur van de Evangelische Omroep (EO). Deze baan bekleedde hij tot 1987. In 1981 was Dorenbos naast Rob Matzken medeoprichter van de vereniging Bijbel & Onderwijs.
De Amerikaanse televisiefilm The Silent Scream, die een aanklacht tegen abortus is, en die de EO uitzendt, raakt Dorenbos diep. Samen met zijn echtgenote richt hij in 1985 de stichting Schreeuw om Leven op, een stichting die zich vanuit christelijk perspectief inzet op ethische terreinen in de samenleving, met name de strijd tegen abortus, maar ook tegen euthanasie en zedenverwildering. In 1987 werd hij voorzitter van Schreeuw om Leven en richt hij het Rainbow Instituut op dat mensen de Bijbel wil leren lezen. In 2016 ging hij met pensioen en werd als directeur bij Schreeuw om Leven vervangen door Kees van Helden en Alex van Vuuren.
Sinds 2011 is Dorenbos presentator bij de christelijke televisiezender Family7. Hij presenteert daar de talkshow Brink TV, aanvankelijk Brink geheten.

## Publiciteit en reacties
Dorenbos haalt met zijn protestacties en uitlatingen regelmatig de publiciteit. In de jaren tachtig en negentig plantte hij bordjes bij naaktstranden met het opschrift 'pornografisch besmet gebied'. In juli 1987 organiseerde hij met stichting Rainbow een openbare verbranding van pornografisch materiaal in het centrum van de Utrechtse plaats Veenendaal. Deze gebeurtenis werd verstoord door pornomodel 'Candy', die topless ging dansen bij de actie.
In 1988 daagde Dorenbos namens Rainbow de Nederlandse filmdistributeur UIP (United International Pictures) voor de rechter in een poging daarmee de vertoning van Martin Scorseses film The Last Temptation of Christ in de Nederlandse bioscopen tegen te houden. Deze film, gebaseerd op het boek van Nikos Kazantzakis zou volgens Dorenbos 'de waarheid geweld aandoen'. President Mr. Asscher van de Amsterdamse rechtbank achtte het begrip 'de waarheid' niet objectief en stelde Rainbow in het ongelijk. De film werd daags na het kort geding uitgebracht.
Dorenbos draagt zijn bijbels-ethische overtuigingen met overtuiging uit en roept daarbij niet zelden felle reacties op, zoals tijdens en rondom zijn aanwezigheid met een 'gebedswake' bij de Amsterdam ArenA in september 2006, waar de Amerikaanse zangeres Madonna twee concerten in de Confessions Tour gaf, die een 'kruisigingsscène' bevatten.
Ook onder orthodox-christenen is hij niet onomstreden. In februari 2009 zei hij in de talkshow De Wereld Draait Door dat EO-coryfee Andries Knevel een 'daad van agressie' had gepleegd door op de tv een verklaring te tekenen waarin hij afstand nam van de letterlijke interpretatie van het scheppingsverhaal in Genesis 1. In augustus 2009 vertelde Dorenbos aan Shownieuws dat EO-presentator Arie Boomsma "terug moet naar de kleuterschool" omdat volgens hem de presentator te veel met zichzelf bezig was in plaats van "waar het echt om gaat".
In augustus 2011 plaatste hij waarschuwende kanttekeningen bij het drama tijdens Pukkelpop, waarbij doden en gewonden waren gevallen. In een column voor zijn christelijke organisatie Schreeuw Om Leven vroeg hij zich retorisch af "Hoe zijn drugs, porno, pop en liederlijkheid en criminaliteit niet verweven met die hele popcultuur". Hij riep op "onze huizen en onze kinderen schoon te maken van deze verwoestende invloeden". Dit was met name gericht tot medegelovigen: "Ons als christenen treft eerst het oordeel zegt de Bijbel". In hetzelfde weekend vielen er ook gewonden tijdens een storm op de Wereldjongerendagen die bijgewoond werden door de paus. Dorenbos zei hierover dat hij niet wist of dat ook een waarschuwing van God was, omdat hij 'zich daarop niet genoeg had ingelezen'.

### Omstreden Auschwitz-vergelijking
In december 2011 bracht Dorenbos met Schreeuw om Leven een film uit waarin een verband wordt gelegd tussen abortus, de Holocaust en het evolutiedenken. Onder meer is een montage te zien van een rij foetusjes op het spoor naar Auschwitz. De film stuitte op felle verontwaardiging, vooral uit Joodse hoek.
Deze documentaire werd na 2011 online gezet en een aantal keren op televisie vertoond. Het HUMAN-programma Medialogica ontdekte dat de beheerders van het voormalige concentratiekamp Auschwitz nooit op de hoogte waren geweest van de inhoud van de documentaire en indien ze ervan hadden geweten daarvoor medewerking en toestemming zouden hebben geweigerd. Dit werd aan de orde gesteld in een documentaire getiteld Beeldenstorm om abortus.
In december 2019 werd bekend dat het herdenkingsmuseum te Auschwitz, toen het alsnog ermee bekend werd, juridische stappen overwoog tegen Dorenbos wegens die betreffende documentaire Evolutie, Auschwitz en abortus. Daarin vergelijkt Dorenbos abortus met de Holocaust. Het bestuur van het museum te Auschwitz stelt te zijn misleid door Dorenbos over de opnamen die hij in het kamp maakte en deze respectloos zou hebben gebruikt. 

## Politiek
- In 2006, 2010 en 2014 stond hij op de kandidatenlijst van de ChristenUnie voor de gemeenteraadsverkiezingen in de gemeente Hilversum.

## Functies
- Voorzitter Stichting Rainbow Media Productions
- Bestuurslid Trans World Radio
- Secretaris International Right to Life Federation
- Bestuurslid Eurovita
- Voorzitter European Religious Broadcasters

## Persoonlijk
Dorenbos is getrouwd met Wichertje (Willie) Dorenbos-de Lange. Het echtpaar woont in Hilversum en heeft vier kinderen.